# Ryszard Kasperowicz
Ryszard Bronisław Kasperowicz (ur. 25 sierpnia 1968) – polski historyk sztuki, profesor nauk humanistycznych, nauczyciel akademicki Uniwersytetu Warszawskiego.

## Życiorys
Studia magisterskie w zakresie historii sztuki odbył w Katolickim Uniwersytecie Lubelskim Jana Pawła II w latach 1986–1992. W 1992 roku uzyskał tytuł magistra historii sztuki na podstawie pracy Główne wątki problemowe biografii intelektualnej Ernsta Hansa Gombricha, przygotowanej pod kierunkiem prof. dr hab. Elżbiety Wolickiej-Wolszleger.
W 1999 uzyskał stopień doktora nauk humanistycznych na podstawie pracy Wizja malarstwa włoskiego odrodzenia w pismach Bernarda Berensona (promotor: prof. dr hab. Elżbieta Wolicka-Wolszleger), a w 2006 uzyskał stopień doktora hab. w oparciu o rozprawę Zweite, ideale Schöpfung. Sztuka w myśleniu historycznym Jacoba Burckhardta. W 2006 objął stanowisko profesora nadzwyczajnego KUL. Został kierownikiem Katedry Teorii Sztuki i Historii Doktryn Artystycznych. W 2013 otrzymał tytuł naukowy profesora nauk humanistycznych.
W okresie od 1 listopada 2006 do 2012 sprawował funkcję dyrektora Instytutu Historii Sztuki KUL.
Został profesorem w Instytucie Historii Sztuki Uniwersytetu Warszawskiego.
Członek oddziału lubelskiego Stowarzyszenia Historyków Sztuki.

## Wybrane publikacje
- Berenson i mistrzowie odrodzenia. Przyczynek do postawy estetycznej Bernarda Berensona, Wyd. Aureus, Kraków 2001.
- Zweite, ideale Schöpfung. Sztuka w myśleniu historycznym Jacoba Burckhardta, Wyd. KUL, Lublin 2004.
- Figury zbawienia? Idea „religii sztuki” w wybranych koncepcjach artystycznych XIX stulecia, Lublin 2010, ss. 260.

## Wyróżnienia
- wyróżnienie im. ks. prof. Szczęsnego Dettloffa
- Nagroda im. ks. Janusza Pasierba,
- nominacja do Nagrody im. Jana Długosza 2005 za książkę Zweite, ideale Schöpfung. Sztuka w myśleniu historycznym Jacoba Burckhardta[3]